# Neotoma martinensis
Neotoma martinensis е изчезнал вид бозайник от семейство Хомякови (Cricetidae).